# Vlag van Zegveld

Vlag van de gemeente Zegveld
(1938-1989)

De vlag van Zegveld is waarschijnlijk nooit formeel vastgesteld als gemeentevlag van de Utrechtse gemeente Zegveld. De vlag kan als volgt worden beschreven:
Vierkant, met drie banen van gelijke hoogte van rood, wit en geel, met in het kanton een blauw veld, met daarop twee hoorns van geel.
De vlag toont in het kanton hetzelfde beeld als het gemeentewapen. Dit is een van de defileervlaggen die bij het defilé in Amsterdam ter gelegenheid van het veertigjarig regeringsjubileum van koningin Wilhelmina in 1938 zijn gebruikt. Ze waren voor de gelegenheid ontworpen voor alle Nederlandse gemeenten die geen eigen vlag hadden, maar sommige gemeenten, waaronder Zegveld, hebben de vlag naderhand als gemeentevlag gebruikt. De vlaggen hebben per provincie een gelijk patroon, in het geval van Utrecht drie banen in rood, wit en geel, afgeleid van de kleuren van het provinciewapen, met daarop een kanton met daarin een symbool, meestal ontleend aan het wapenschild van de gemeente.
Op 1 januari 1989 is Zegveld opgegaan in de gemeente Woerden. De vlag is daardoor als gemeentevlag komen te vervallen.

## Verwante afbeelding

Het wapen van Zegveld

Amerongen 
· Benschop 
· Breukelen 
· Doorn 
· Driebergen-Rijsenburg 
· Harmelen 
· Jutphaas 
· Kamerik 
· Kockengen 
· Leersum 
· Linschoten 
· Loenen 
· Loosdrecht 
· Maarn 
· Maarssen 
· Maartensdijk 
· Mijdrecht 
· Polsbroek 
· Snelrewaard 
· Stoutenburg 
· Vianen 
· Vinkeveen en Waverveen 
· Vleuten-De Meern 
· Vreeswijk 
· Wilnis 
· Zegveld 
· Zuilen
Abcoude
· Achterveld
· Austerlitz
· Haarzuilens
· Hoogland
· Hooglanderveen
· Lage Vuursche
· Meerkerk
· Vinkeveen
· Waverveen
· Zegveld
· Zijderveld
· Zuilen